# Estròp
Estròp (italià Stroppo, piemontès Stròp) és un municipi italià, situat a la regió del Piemont. L'any 2007 tenia 108 habitants. Està situat a la Val Maira, dins de les Valls Occitanes. Limita amb els municipis d'Elva, l'Arma, la Màrmol, Prats i Sant Pèire.

## Administració
| Període | Identitat          | Partit        |
| ------- | ------------------ | ------------- |
| 2004-   | Pier Antonio Raina | Llista cívica |